# Бирюкова, Любовь Алексеевна
Любовь Алексеевна Бирюко́ва (род. 1961) — артистка, режиссёр, Заслуженный деятель искусств Республики Карелия (2005), Заслуженная артистка Российской Федерации (2011).

## Биография
С 1984 года, после окончания Горьковского театрального училища, работает актрисой-кукловодом Театра кукол Республики Карелия, режиссёр.
Лауреат республиканской премии «Сампо».
За роль Капитолины в спектакле «Золочёные лбы» (Б. Шергин) стала Лауреатом Национальной театральной премии «Золотая маска—2007».
Лауреат высшей театральной премии Республики Карелия «Онежская маска» (2018) за исполнительнение роли Раневской в спектакле «Сад».

## Репертуар
Режиссёрские работы:
- «Кукольный домик» (Про нас и про тебя), С. Ефремов (1996)
- «Непослушные котята», О. Корыхалова (2000)
- «То ли люди, то ли куклы», Л. Бирюкова (2000)
- «Как Леший с Кикиморой в город собирались», О. Корыхалова (2001)
- «Умка», Ю. Яковлев (2001)
- «Ваш выход, артисты!», Л. Бирюкова (2002)
- «Счастливый Принц», О. Уайльд (2002)
- «Вот так спичка-невеличка!», О. Корыхалова (2002)
- «Куллерво», по мотивам карело-финского эпоса «Калевала» (2003)
- «Чаепитие в Петровской слободе», О. Корыхалова (2003)
- «Солнышко и снежные человечки», А. Веселов (2003)
- «Добрый Бармалей», К. И. Чуковский (2004)
- «Любви безумное вторженье…» , В. Макин (2004)
- «Серебряное копытце», П. Бажов (2007)
- «Сказка о глупом мышонке», С. Маршак (2008)
- «Девочка-Снегурочка», В. Даль (2009)
- «Букашкины секреты», С. Слепкова (2011)

Основные роли:
- Малыш — «Карлсон, который живёт на крыше», А. Линдгрен (1984)
- Алёнка, Лиса — «Гусёнок», Н. Гернет (1984, 1993)
- Царица — «Царевна-Лягушка», Н. Гернет (1987, 1991)
- Ведьма — «Русалочка», С. Кудимов, по сказке Г.— Х. Андерсена (1988)
- Иванушка — «Гуси-лебеди», Е. Благинина (1989)
- Заяц, Медведь — «Лисёнок-плут», В. Павловскис (1989)
- Русачок — «Русачок», Б. Заходер (1990)
- Мальчик-горошек — «Мальчик — горошек», В. Павловскис (1993)
- Кот, Принцесса — «Кот в сапогах», И. Петропавловский (1995)
- Повариха — «Сказка о царе Салтане», А. Пушкин (1999)
- Алёнушка — «Сестрица Алёнушка и братец Иванушка», И. Токмакова (2000)
- Свинья (Кошкин дом, 1984)
- Царь (По щучьему велению, 1985)
- Царевна-Несмеяна, Щука (По щучьему велению, 1985)
- Сестра Анна (Золушка, 1988)
- Кукушка (Необыкновенное состязание, 1990)
- Бяша (Козлята и серый волк, 1991)
- Король Куап Топсед (Королевство кривых зеркал, 1993)
- Оля (Королевство кривых зеркал, 1993)
- Кикимора, Солнышко (Ну, Морковкин, берегись!, 1994)
- Мышонок Муф (Солнечный лучик, 1995)
- Мачеха (Морозко, 1996)
- Лиса, Лягушки (Золотой цыплёнок, 1999)
- Кикимора, Баба Яга (Как Леший с Кикиморой в город собирались, 2001)
- Медвежонок Умка (Умка, 2001)
- Стихии: Локки-огонь, Хийси-лес, Илматар-вода (Куллерво, 2003)
- Мать Куллерво (Куллерво, 2003)
- Белка, Мишка, Заяц, Ворона (Солнышко и снежные человечки, 2003)
- Солнышко (Солнышко и снежные человечки, 2003)
- Доктор Айболит, Мама, Акула, Крокодил, Горилла, Слоны (Добрый Бармалей, 2004)
- Маша (Маша и Медведь, 2004)
- Она (Золочёные лбы, 2005)
- Бабка (Курочка Ряба, или Сказка о простом счастье и золотом несчастье, 2005)
- Гадатель (Волшебная лампа Аладдина, 2007)
- Двухглазка (Крошечка-Хаврошечка, 2007)
- Мать, старуха Горюха, кошка Мурёнка, собака, Серебряное копытце (Серебряное копытце, 2007)
- Старшая феечка, Лошадь, Утка, Петух, Жаба, Свинья, Щука (Сказка о глупом мышонке, 2008)
- Люди в трактире (Собачья сказка, 2008)
- Вирра (Собачья сказка, 2008)
- Мышь, Гусеница, Королева (Аня в стране чудес, 2009)
- Амур (Скверный мальчишка, 2009)
- Пристанище Поэта (Скверный мальчишка, 2009)
- Снежная королева, Атаманша, Ворона (Снежная королева, 2010)
- Марфа Игнатьевна Кабанова (Гроза, 2011)
- Помощи (Коза Злата, 2011)
- Лиса, Лягушка (Теремок, 2011)
- Сын Жабы, Жук, Мышь, Бабочка (Играем Дюймовочку, 2012)
- В пряничном домике: (Малышкины забавы, 2013)
- Олень (Саммол Лаппалайнен, 2013)
- Тролли, слуги Хийси (Саммол Лаппалайнен, 2013)
- Мельничиха (Волшебный платочек, 2014)
- Кукол оживляют: (Волшебный платочек, 2014)
- Первый механик небесной мастерской, Зина (Железо, 2015)
- Помощи (Федорино горе, 2016)
- Раневская (Сад, 2018)